# Jan Ceulemans (cestista)
Jan Pieter Ceulemans (Vilvoorde, 11 gennaio 1926 – Melsbroek, 21 aprile 2022) è stato un cestista belga.

## Carriera
Ha disputato tre partite ai Giochi della XV Olimpiade, segnando 14 punti.